# بیارنی بندیکتسون
بیارنی بندیکتسون (انگلیسی: Bjarni Benediktsson؛ ۳۰ آوریل ۱۹۰۸ – ۱۰ ژوئیهٔ ۱۹۷۰) یک سیاست‌مدار اهل ایسلند بود.